# Sri-Ganesha-Hindu-Tempel Berlin

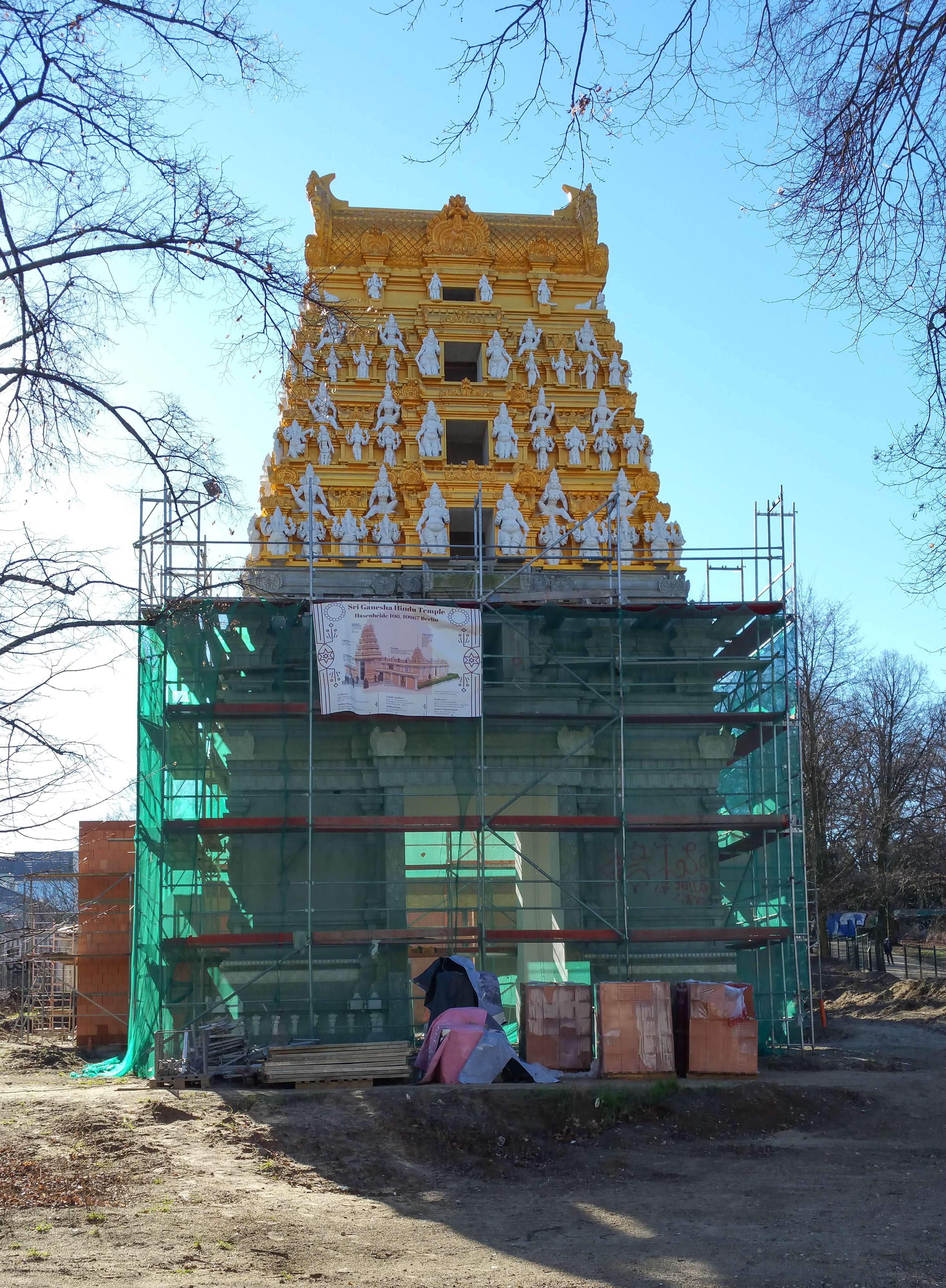
Sri Ganesha Hindu Tempel, 2019

Der Sri-Ganesha-Hindu-Tempel Berlin ist ein im Bau befindlicher hinduistischen Tempels im Berliner Ortsteil Neukölln. Die Tempelanlage befindet sich seit 2010 im Bau und wird auf Spendenbasis finanziert. Die Einweihung ist nach mehreren Verzögerungen u. a. aufgrund fehlender Spenden für Oktober 2025 geplant.
Der Tempel wird bei seiner Fertigstellung, nach dem Shri Swaminarayan Mandir in London, einer der größten Hindutempel Europas sein. Namensgebend ist die Gottheit Ganesha.

## Baubeschreibung
Wahrzeichen des Tempels ist ein 17 m hoher, reich verzierter Turm. Die Baukosten von fast einer Million Euro werden ausschließlich durch Spenden finanziert. Das rund 1300 m² große Gelände des Sri-Ganesha-Hindu-Tempels befindet sich an der Nordostecke des Volksparks Hasenheide (in der Straße Hasenheide unmittelbar angrenzend an das Gelände der Neuen Welt) im Bezirk Neukölln. Zwischen dem Bezirksamt Neukölln und dem Sri Ganesha Hindu Tempel e. V. besteht ein Erbbaurechtsvertrag bis zum Jahr 2080.
Auf dem Grundstück finden bereits täglich religiöse Zeremonien und Gebete in einer für diese Zwecke hergerichteten früheren Freiluftturnhalle statt. Sie dient bis zur Einweihung des Tempels den Mitgliedern des Sri Ganesha Hindu Tempel e. V. und weiteren Interessenten als Gebetsort. Neben dem Tempel soll eine interkulturelle Begegnungsstätte errichtet werden, die dem Dialog der verschiedenen Kulturen und Religionen Berlins dienen soll.

## Baugeschichte
Der Bau wird von der Sri Ganesha Hindu Tempel e. V. betrieben.

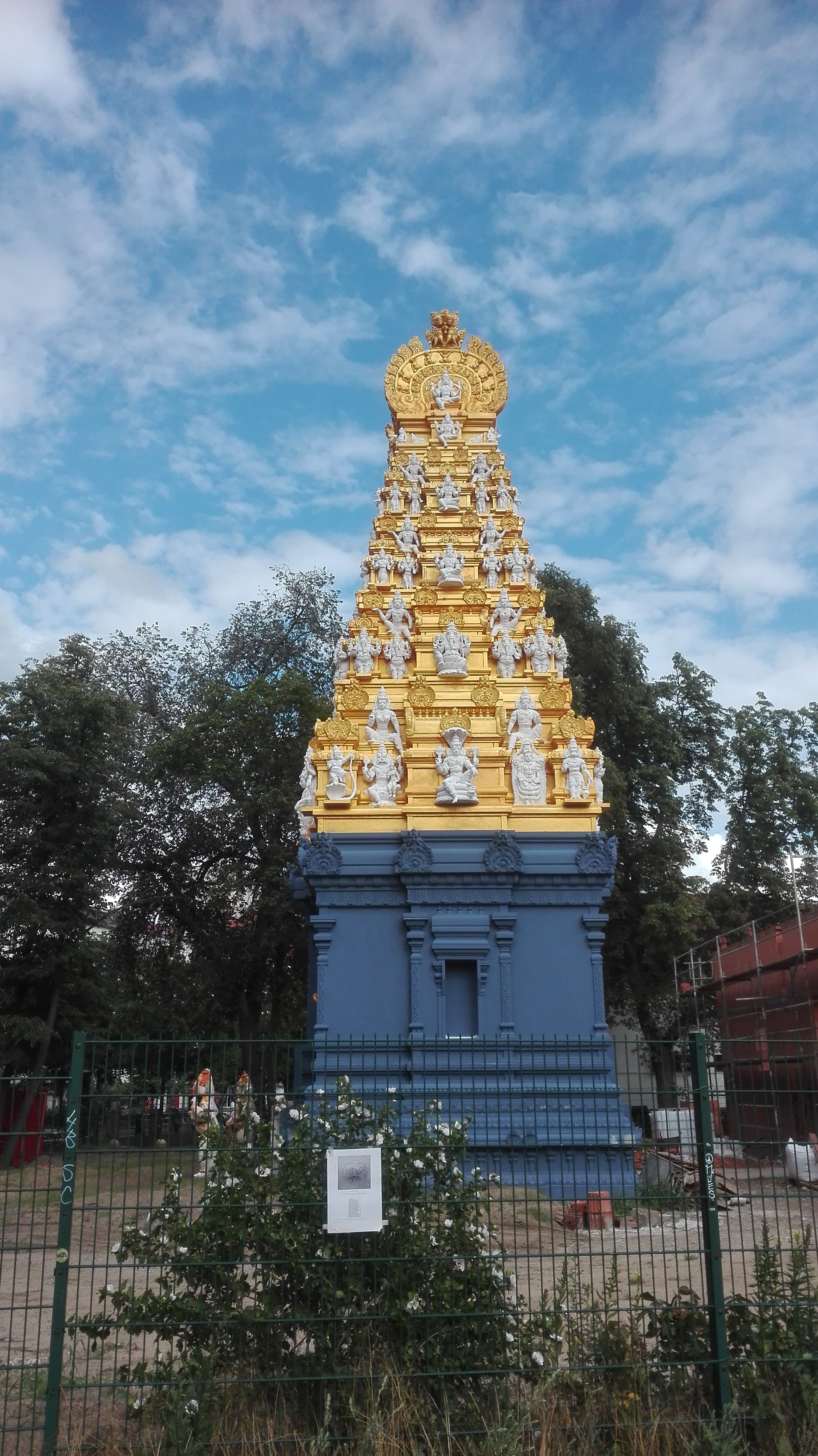
Sri-Ganesha-Hindu-Tempel, Seitenansicht, 2020

Nach ersten Plänen im Jahr 2005 war als Baubeginn Ende 2007 vorgesehen und im Jahr 2010 sollte der Tempel fertiggestellt sein. Eine erste Grundsteinlegung erfolgte am 4. November 2007, ohne dass der Bau danach begann. Als die Baugenehmigung 2010 erteilt wurde, fand im September 2010 eine zweite Grundsteinlegung statt. Nun wurde September 2011 als Fertigstellungstermin angestrebt, was angesichts eines zu geringen Spendenaufkommens nicht realisiert werden konnte.
Erst im Jahr 2012 konnten das Fundament und die Pfeiler für das Portal des Königsturms (Raja Gopuram) errichtet werden. Im Jahr 2013 ist allerdings die Baugenehmigung erloschen, die somit neu beantragt werden musste.
Im Mai 2014 berichtete die Berliner Presse, dass Vilwanathan Krishnamurty vom Vorstand des Sri-Ganesha-Hindu-Tempel-Vereins in einem Interview erklärte, niemand wisse, wann der Sri Ganesha Hindu Tempel fertig wird: „Ich hoffe, wir erleben es, bevor wir sterben.“ Es sei üblich, dass Tempel „nach und nach“ gebaut werden, das könne 20 Jahre dauern. „Das entscheiden allein die Götter“, sagte Krishnamurty.
Nachdem eine Fertigstellung für 2024 angekündigt war, ist der aktuell geplante Fertigstellungstermin Oktober 2025.